# Victor Batista Falla
 (juillet 2020).
Si vous disposez d'ouvrages ou d'articles de référence ou si vous connaissez des sites web de qualité traitant du thème abordé ici, merci de compléter l'article en donnant les références utiles à sa vérifiabilité et en les liant à la section « Notes et références ».
 (juillet 2020).
Pour les articles homonymes, voir Falla.
Víctor Batista Falla (La Havane, 1933 - La Havane, 12 avril 2020) était un éditeur et mécène cubain, notamment connu pour son soutien aux écrivains cubains en exil.

## Biographie
Víctor Batista Falla est issu de la grande bourgeoisie cubaine. Son père, Agustín Batista y González de Mendoza, est le fondateur de la Trust Company of Cuba, la banque la plus puissante du pays avant la révolution cubaine. Sa mère, María Teresa Falla Bonet, est la fille du banquier et magnat du sucre Laureano Falla Gutiérrez. Víctor Batista Falla est, par ailleurs, l'oncle maternel de María Teresa Mestre, qui épouse le futur grand-duc Henri de Luxembourg en 1981 et devient grande-duchesse consort de Luxembourg en 2000.
En 1960, à l'âge de 27 ans, il quitte Cuba à la suite du coup d'État socialiste et s'installe à New-York. Depuis les États-Unis, il finance notamment la création d'Exilio (1965-1973), un magazine destiné à la publication des jeunes écrivains en exil. Sur la proposition du romancier Jesús Díaz, il fonde ensuite la maison d'édition Colibrí, à Madrid — où il vit désormais —, et dirige celle-ci jusqu’en 2013. Il y publie essentiellement des auteurs cubains et européens.  
En avril 2020, après 60 ans d'exil, à l'âge de 87 ans, il se rend pour la première fois dans son pays natal. Il y meurt le 12 avril — à La Havane —, des suites de la maladie du COVID-19.